# 망코무니다드

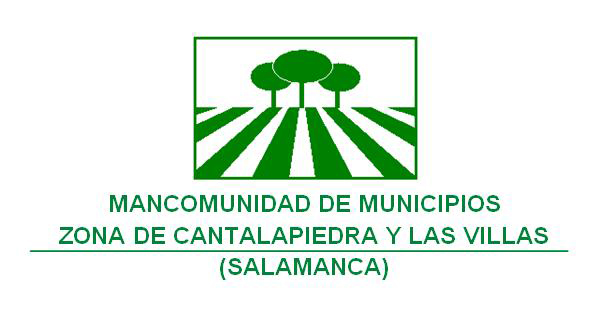
살라망카 주의 칸탈라피에드라 이 라스 비야스 망코무니다드의 로고

망코무니다드(스페인어: mancomunidad, 아라곤어: mancomunidat, 아스투리아스어: mancomunidá, 카탈루냐어: mancomunitat, 바스크어: mankomunitatea)는 스페인의 행정구역 개념으로서 여러 도시가 뭉친 연합체 혹은 연방에 해당한다. 망코무니다드는 법인의 형태를 띠고 있어 특정 기간만 존재하여 특별한 목적을 달성할 경우 없어질 수도 있으며 무기한 존재할 수도 있다.
스페인의 망코무니다드는 스페인 법률이 지정하는 범위 내에서 지역 독립체로 존재하며 연합체를 구성하고자 하는 각 지역이 그 기능과 권한을 정한다. 스페인의 도 개념과 흡사한 것으로 차이점은 스페인의 도는 각 스페인의 광역자치주가 규정하는 성격이 상이하지만 망코무니다드는 모든 지방에서 동일한 개념으로 사용한다. 망코무니다드를 구성할 시에는 꼭 자치 지방에 속해야만 가능한 것은 아니지만 보통 동일 지방의 지방 자치단체들이 모여 망코무니다드를 구성한다. 법인을 구성하게 되면 지방자치단체에 존재하는 개개의 의정 기구와 다른 별도의 기구를 설립하여 활동할 예산이 집행된다.

## 목적
일부 자치 지방은 역사적 사실과 지리적 특성을 고려하지 않은 채 구분지어져 있어 주민들의 동질성을 확보하는 일 자체가 버거운 경우가 있었다. 대표적인 경우로 티에라 데 캄포스, 만추엘라, 일레르카보니아 등이 있으며 이들 지역(코마르카스)은 지자체의 발전을 꾀하기가 어려워 변화를 원했다. 때문에 일부 지자체는 역사적, 지리적 동질성을 가진 다른 자치 지방 혹은 자치 주의 지차제와 함께 다른 법인체인 망코무니다드를 구성하게 되었다.
지리나 역사적 문제가 아닌 경우 망코무니다를 구성하는 이유는 경제 발전을 위한 것으로 지역민을 위한 서비스 향상을 꾀하려 할 때이다. 또한 지역 경계의 이유로 행정구역상 역사적 유대 관계를 잃게 됨을 방지하기 위한 형태로 법인체를 형성하기도 한다.

## 다른 표현
망코무니다드라는 표현의 동의어를 영어에서 찾을 경우 이는 commonwealth에 해당하며 과거 카탈루냐 연방체(Mancomunitat de Catalunya)에서 그 근거를 찾을 수 있다.